# Shiikh, Somalia
Shiikh (somaleză Sheekh, arabă شَيخ) este un oraș din regiunea Togdheer, Somalia.